# رويز سيتي (تكساس)
رويز سيتي (بالإنجليزية: Royse City)‏ هي مدينة أمريكية تقع في ولاية تكساس.تبلغ مساحة هذه المدينة 26.4 (كم²)،ويبلغ عدد سكانها 9349 نسمة حسب إحصاء سنة 2010 م. تشير إحصاءات سنة 2000م بأن الكثافة السكانية في هذه المدينة تقدر بـ(354.1) نسمة/كم2.

## أعلام
- جلان باين